# Борябин, Иван Фёдорович
Иван Фёдорович Борябин (14 марта 1932 года — 20 октября 2004 года) — тракторист колхоза «Вперёд» Шацкого района Рязанской области, полный кавалер ордена Трудовой Славы (1990).

## Биография
Родился в селе Чёрная Слобода, Шацкого района Рязанской области в крестьянской семье. Трудовую деятельность начал в 1949 году сев работать на трактор "ХТЗ". На этом тракторе он пахал, сеял, во время уборки урожая работал на агрегате вместе с прицепным комбайном. Возглавив звено по выращиванию кукурузы на силос и картофеля он добился высоких производственных результатов.
Убедил руководство колхоза отказаться использовать гербициды при выращивании кукурузы. Урожайность культуры от такой новации из год в год стала только увеличиваться и достигла более 400 центнеров зелёной массы с гектара. В один из сезонов звено Борябина получило 514 центнеров зелёной массы кукурузы с гектара.
Указом Президиума Верховного Совета СССР от 30 марта 1978 года за заслуги при выполнение заданий был награждён орденом Трудовой Славы III степени.
Указом Президиума Верховного Совета СССР от 6 июня 1984 года за заслуги при выполнение заданий был награждён орденом Трудовой Славы II степени.
Указом Президента СССР от 29 мая 1990 года за достижение высоких результатов в производстве, продаже и переработке сельскохозяйственной продукции на основе применения прогрессивных технологий и передовых методов организации труда был награждён орденом Трудовой Славы I степени.
В 1990-х годах вышел на заслуженный отдых, но без дела сидеть не мог и стал работать в колхозной кузнице. Обладал навыками столярного плотничного дела. В зимнее время занимался вырезкой поделок из дерева. В местной школе проводил факультативные занятия с учащимися.
Проживал в своём родном селе. Скончался 20 октября 2004 года.

## Награды и звания
- Орден Трудовой Славы - I степени (29.05.1990);
- Орден Трудовой Славы - II степени (06.06.1984);
- Орден Трудовой Славы - III степени (30.03.1978);
- медали ВДНХ, в том числе серебряная и бронзовая.